# Guvernul Provizoriu al Țării Românești
Guvernul Provizoriu al Țării Românești a guvernat Țara Românească în timpul Revoluției de la 1848.
Guvernul Provizoriu a ajuns la conducere deoarece tinerii revoluționari munteni, spre deosebire de cei moldoveni, au încercat traducerea ideilor în fapte. În acest scop i-au atras în tabăra lor pe intelectualii mai de seamă din acea vreme, precum și o parte a administrației și armatei. Evenimentele care urmau, aveau să se deruleze cu repeziciune.

## Cronologie
- 7 iunie 1848 - la Craiova, Gheorghe Magheru, Nicolae Bălcescu și Costache Romanescu alcătuiesc, în ilegalitate, primul guvern provizoriu revoluționar.
- 9 iunie 1848 - are loc citirea proclamației revoluționare la Islaz, în fața unei mari adunări populare. Guvernul Provizoriu format la Islaz îi cuprindea pe ofițerii Gheorghe Magheru, Nicolae Pleșoianu, preotul Radu Șapcă, Ștefan Golescu, Ioan Maiorescu și ca secretar al guvernului provizoriu, pe Costache Romanescu. Acestora li s-au alăturat Ion Heliade Rădulescu și Christian Tell.[1]
- 11 iunie 1848 - știind că a pierdut sprijinul armatei, domnitorul Gheorghe Bibescu semnează Proclamația de la Islaz care va deveni noua Constituție.[2]
- 13 iunie 1848 - la Craiova are loc întrunirea Guvernului Provizoriu, înainte ca revoluționarii pașoptiști să ajungă la București.
- 14 iunie 1848 - la Craiova, Guvernul Provizoriu adoptă, ca steag național, tricolorul revoluționarilor.
- 15 iunie 1848 - însoțit de o oaste alcătuită din dorobanții aflați sub comanda lui Nicolae Pleșoianu, cărora li se alătură numeroși țărani, Guvernul Provizoriu revoluționar pleacă spre București.
- 16 iunie 1848 - Guvernul Provizoriu este instalat la București. Acesta era condus de mitropolitul Neofit și avea ca membri pe: Ion Heliade Rădulescu, Nicolae Golescu, Ștefan Golescu, Christian Tell, Gheorghe Magheru, C. A. Rosetti, Nicolae Bălcescu și Ion C. Brătianu. Noul guvern format după abdicarea domnitorului Gheorghe Bibescu, va avea funcția de organ suprem executiv și de dispoziție al puterii statului.
- 19 iunie 1848 - la București, reacționarii încearcă o contralovitura anihilată imediat de revoluționari, care cer sprijinul populației. În fruntea apărătorilor guvernului se află Ana Ipătescu și Nicolae Golescu.[3] Gheorge Magheru primește conducerea armatei și sarcina constituirii bazei armate a revoluției în Oltenia.
- 19 iulie 1848 - ca urmare a înțelegerii ruso-turce, care prevedea că rușii vor invada Moldova, iar turcii vor pătrunde în Țara Românească, Guvernul revoluționar trimite o delegație la cartierul general al comandantului trupelor turce, Soliman Pașa, asigurându-l de relațiile cordiale față de turci. Soliman cere dizolvarea Guvernului, care își schimbă denumirea în Locotenență Domnească, având în frunte pe Ion Heliade Rădulescu, Cristian Tell și Nicolae Golescu. Noua formulă păstra membrii guvernului, dar punea în față trei persoane considerate moderate pentru vigilența turcilor.